# Сон Хьок
Сон Хьок (ім'я при народженні Хон Сон Хьок, нар. 2 березня 1984) — південнокорейський актор. Він дебютував як актор у 2005 році та зіграв головну роль у телевізійних драмах Чан Бо-рі тут! і Ти єдиний.

## Особисте життя
26 вересня 2022 року агентство Сона оголосило, що він одружиться на своїй дівчині, яка не є знаменитістю, 21 жовтня в Сеулі.

## Фільмографія

### Телесеріали
| Рік  | Назва                            | Роль                                                  | Мережа    |
| ---- | -------------------------------- | ----------------------------------------------------- | --------- |
| 2005 | Давайте йти на пляж              |                                                       | SBS       |
| 2008 | Не піддавайтеся впливу           | Пак Дон Хьок                                          | MBC       |
| 2010 | О! Моя леді                      |                                                       | SBS       |
| 2010 | Будь ласка, виходь за мене заміж | Кім Кан Хо                                            | KBS2      |
| 2014 | Наречена століття                | Чан І Хьон                                            | TV Chosun |
| 2014 | Чан Бо-рі тут!                   | Мун Джісан                                            | MBC       |
| 2014 | Ти єдиний                        | Лі Джі Гун                                            | KBS1      |
| 2017 | Корейська одіссея                | Дон Джанг Гун                                         | tvN       |
| 2019 | Пастка                           | Мисливець                                             | OCN       |
| 2020 | 365: Повторити рік               | Кім Де Сон                                            | MBC       |
| 2020 | Хороший кастинг                  | Квон Мін Сок                                          | SBS       |
| 2020 | Kingmaker: The Change of Destiny | Че Інкю                                               | TV Chosun |
| 2021 | Імітація                         | Номінант на найкращого нового актора (Камео, серія 1) | KBS2      |
| 2022 | Підключитися                     | Мінсук                                                | Disney+   |

### Фільми
| Рік  | Назва              | Роль        |
| ---- | ------------------ | ----------- |
| 2010 | Кривавий тряс      | Чану        |
| 2013 | Хороші друзі       | Хьон Су     |
| 2016 | Операція «Хроміт». | Сон Сан Дик |
| 2019 | Стартап            | Пар Думен   |
| 2021 | Відкликано         |             |
| 2022 | Народження         | [ 9 ]       |

### Музичне відео
| Рік  | Назва пісні            | Художник    |
| ---- | ---------------------- | ----------- |
| 2009 | «Вибач»                | Лі Джін Сон |
| 2010 | «Зірки в нічному небі» | Ян Чон Син  |

### Вар'єте шоу
| Рік  | Назва                                  | Мережа | Примітки                                            |
| ---- | -------------------------------------- | ------ | --------------------------------------------------- |
| 2014 | Мистецтво та фізкультура нашого району | KBS2   | Член команди, епізоди 70-84                         |
| 2016 | Справжні чоловіки                      | MBC    | Учасник акторського складу, Особливі мужні чоловіки |

## Нагороди та номінації
| Рік  | Нагорода                                                          | Категорія                     | Номінована робота | Результат |
| ---- | ----------------------------------------------------------------- | ----------------------------- | ----------------- | --------- |
| 2014 | 22-а церемонія вручення нагород у галузі культури та розваг Кореї | Найкращий новий актор у драмі | Чан Бо-рі тут!    | Перемога  |